# Foley (Alabama)
Foley es una ciudad ubicada en el condado de Baldwin en el estado estadounidense de Alabama. En el censo de 2018, su población era de 18 928 personas.

## Historia
La ciudad de Foley recibe el nombre de su fundador John. B Foley de Chicago. En el año 1902 Foley compró aproximadamente 202km² de tierra y fue una pieza clave en el desarrollo del servicio ferroviario que facilitaba los viajes a la zona. 
La primera estación de ferrocarril se construyó en 1905. La estación se quemó en 1908 y fue reemplazada el año siguiente por la estación que en la actualidad es el museo Foley Depot. 
Foley se incorporó como ciudad en 1915 y gracias a su servicio ferroviario se convirtió en el núcleo económico del sur del condado de Baldwin. Se almacenaban y enviaban productos de las granjas locales, siendo las patatas el producto principal. Con el paso de los años, la economía agrícola sigue siendo importante. Aunque el servicio ferroviario dejó de funcionar en los 70, la ubicación de Foley (accesible desde la autopista, para envíos internacionales y servicios aéreos) sigue siendo un destino importante.
Aunque gran parte de su región costera depende del turismo, la ciudad de Foley ha mantenido una amplia base económica. Junto a la creación de atracciones y de negocios, la ciudad y toda el área sur de Baldwin siguen creciendo.

## Geografía
Foley se encuentra ubicada en las coordenadas 30°24′20″N 87°40′53″O / 30.40556, -87.68139 (30.405594, -87.681509).
Según la Oficina del Censo de los EE. UU., la ciudad tiene un área total de 37.02 km²

## Demografía
En el censo de 2018, su población era de 18,928 personas, había 7.574 viviendas.
La media de personas en cada vivienda es de 2,33 personas. Un 4,67% de la población es menor de 5 años, el 17,6% de personas son menores de 18 años, 51,53% de entre 18 y 65 años y el 26,2% restante son personas mayores de 65 años. 
El precio medio de viviendas ocupadas por sus dueños es de 170.300 dólares. Y el precio medio del alquiler es de 810 dólares. 
La renta anual media es de 42.172 dólares. 
Un 51,5% de los hombres mayores de 16 años y un 48% de mujeres mayores de 16 trabaja.

## Educación
Foley forma parte del sistema de colegios públicos del condado de Baldwin. 

### Colegios

#### Estudios superiores
- Fortis College

#### Institutos
- Foley High School

#### Educación primaria
- Foley Middle School

- Foley Intermediate School
- Foley Elementary School
- Magnolia Elementary Schools

## Turismo y actividades
Hay una gran cantidad de actividades en Foley, tanto para familias como para parejas. Se puede visitar el zoo o el lago de caimanes ya que abundan en la zona. Se pueden visitar museos como el de Baldwin County Heritage para aprender más sobre la zona. también se puede disfrutar de las playas de la zona y de varios parques de atracciones como el de OWA.
Además en la ciudad de Foley se puede disfrutar de un gran centro comercial con numerosas tiendas de importantes marcas llamado Tanger Outlets.